# Les Progressistes (Lettonie)
Les Progressistes (en letton : Progresīvie, PRO) est un parti politique letton social-démocrate et pro-européen fondé en février 2017.

## Idéologie
Les Progressistes cherchent à allier les politiques de justice sociale et écologistes tout en défendant les droits humains et la tolérance envers les minorités.
Les Progressistes se définissent d'abord par leur politique sociale. Extrêmement critiques des politiques néolibérales et d'austérité, ils défendent un modèle socio-économique inspiré des social-démocraties scandinaves dans lequel l'État s'implique dans le développement économique et s'assure qu'il profite au bien-être de chaque citoyen. Dans cette optique le parti promeut les valeurs d'égalité et de solidarité par le biais de politiques étatiques de régulation, de redistribution, de sécurité sociale et d'investissement dans les services publics d'éducation et de santé.
Le deuxième volet de l'idéologie du parti est l'écologie. Les Progressistes promeuvent en effet un Green Deal, un plan étatique visant à soutenir une agriculture durable, à investir dans les énergies décarbonées, les modes de transport soutenable écologiquement, la rénovation thermique, à favoriser la qualité de l'air et le recyclage .
D'autre part, le parti défend une politique particulièrement progressiste dans le paysage politique letton. Il promeut en effet une société inclusive et tolérante envers les minorités ethniques et de genre, comme les femmes, les LGBT ou encore la minorité russophone du pays. L’égalité des droits humains et l’arrêt des discrimination envers ces minorités est donc son objectif.
Enfin, la politique étrangère des Progressistes est fortement en faveur de l'Union Européenne, de l'OTAN et de l'Ukraine contre impérialisme belliciste de la Russie, voisine de la Lettonie.

## Histoire
Les Progressistes est à l'origine une ONG fondée en 2009 réclamant des investissements dans l'éducation et la santé et l'établissement d'un système d'imposition progressif. Le 25 février 2017, sans expérience politique et avec peu d'argent, les activistes de l'ONG fondent le parti Les Progressistes pour porter leurs idées aux élections législatives de 2018. Ils obtiennent alors 2,61% des voix, échouant à passer le seuil de 5% nécessaire a l'obtention de sièges au parlement.
Aux élections européennes de 2019, le parti ne performe pas beaucoup mieux, obtenant 2,91% des voix et échouant à nouveau à dépasser le seuil électoral.
Les élections municipales de RIga en 2020 constituent un tournant de l'histoire des Progressistes. Le parti fait campagne avec le parti libéral Développement/Pour ! contre la corruption de la coalition municipale au pouvoir sous le slogan "Relancer Riga". Leur alliance devient la première force politique du conseil municipal, avec 26,33% des voix et 18 des 60 sièges et dirige alors la nouvelle coalition municipale de la ville. Les Progressistes parviennent ainsi pour la première fois a obtenir des représentants, au nombre de 11, et à être au pouvoir.
Aux élections législatives de 2022, Les Progressistes obtiennent 6,23% des voix et 10 sièges du parlement national. 
Ces députés nouvellement élus soutiennent alors à l'élection présidentielle de 2023 la candidature de Elīna Pinto, activiste indépendante pour les droits humains. Celle ci ne reçoit alors que les votes des 10 députés Progressistes et échoue donc a passer au second tour de l'élection. Ceux ci soutienne donc au second tour la candidature de Edgars Rinkēvičs, candidat de Nouvelle Unité qui gagne finalement l'élection.
En juin 2023, le parti devient membre à part entière du Parti vert européen.
Le 15 septembre 2023, Les Progressistes forment une nouvelle majorité parlementaire, avec l'Union des verts et des paysans et Unité. Les députés fraichement élus des 3 partis donnent leur confiance au nouveau gouvernement Siliņa. Le parti obtient alors 3 ministères, ceux de la Culture, de la Défense, et des Transports.

## Résultats électoraux

### Élections législatives
| Année | Votes  | %    | Rang | Députés  | Gouvernement                                 |
| ----- | ------ | ---- | ---- | -------- | -------------------------------------------- |
| 2018  | 22 078 | 2,61 | 10e  | 0 / 100  | Extra-parlementaire                          |
| 2022  | 56 327 | 6,23 | 7e   | 10 / 100 | Opposition (2022-2023), Siliņa (depuis 2023) |

### Élections européennes
| Année | Votes  | %    | Rang | Députés |
| ----- | ------ | ---- | ---- | ------- |
| 2019  | 13 705 | 2,91 | 9e   | 0 / 8   |

### Élections municipales de Riga
| Année     | Votes              | %                 | Rang | Députés |
| --------- | ------------------ | ----------------- | ---- | ------- |
| 2020 (en) | 44 619 (coalition) | 26,33 (coalition) | 1re  | 11 / 60 |

### Élection présidentielle
| Année | Candidat    | Votes | %     | Rang |
| ----- | ----------- | ----- | ----- | ---- |
| 2023  | Elīna Pinto | 10    | 12,99 | 3e   |